# Alejandra Belén
Maira Alejandra Belén Correa (7 de agosto de 1989), también conocida como Alejandra Belén, es una artista venezolana, dedicada a la poesía, la música y la danza.  Con su seudónimo "Ingeniera de palabras", también creó un blog literario, El poder de la tinta donde plantea que se puede hacer poesía con experiencias cotidianas.
En 2013, participó en la colección poética de la Editorial Ávila Hijos del Sur del Caribe. Posteriormente, dirigió talleres literarios en Lugar Común, una librería de Caracas. En 2023, Belén lanzó La vida es a cada latido, un poemario acompañado del EP Pulso. La editorial Caligrama lo incluyó en su sección "sello talento".